# Club Natación Metropole
El Club Natación Metropole es un club de natación situado en Las Palmas de Gran Canaria (España) y fundado en 1934.Es uno de los dos clubes importantes de natación de la ciudad, junto al Club Natación Las Palmas.

## Historia
Su nacimiento se lo debemos a un grupo de aficionados capitaneados por Gustavo Julio Navarro Jaimez, quien durante su estancia en Madrid como estudiante aprendió a practicar la natación reglamentada a las órdenes del que fuera entrenador español Enrique Granados. Además de Julio Navarro, conformaron ese primer núcleo de pioneros, su hermano Sebastián, José Feo, Manuel Bonnet, Fernando Navarro Valle, Guillermo Wyttembach, Enrique Martínez y algunos otros, todos ellos organizadores de travesías en la playa de Las Canteras en los años 30.
Terminada la Guerra Civil el Club se instala para la práctica deportiva en la piscina del Hotel Metropole, entonces de 20 metros, gentilmente cedida por la Dirección del mencionado Hotel, que le dio el nombre al Club.
Los éxitos deportivos no tardaron en sucederse; así en 1941, y contra todo pronóstico, Canarias se proclama Campeón de España Absoluto de Natación en Palma de Mallorca. A partir de ese momento la progresión del Club es rápidamente ascendente, lo que motiva al Ayuntamiento de Las Palmas de Gran Canaria a construir la piscina municipal “Julio Navarro”; así mismo el Hotel Metropole alarga su piscina hasta los 25 metros haciéndola reglamentaria. 
En el año 1960 el Hotel es vendido al Ayuntamiento, lo que crea la necesidad de buscar otra sede para el Club. Comienza una lucha titánica por la Directiva de entonces en conseguir una Concesión en la Zona Marítimo-Terrestre frente a los Salesianos. 
La inauguración oficial de las nuevas instalaciones tuvo lugar el 18 de abril de 1965 con la Primera Jornada del encuentro Internacional de Natación “España-Italia”, en este encuentro España venció a Italia por primera vez en este deporte.
En 1967 se le premia con la Copa Stadium su contribución en la promoción y fomento del deporte.
En 1993 al club se le fue otorgado por segunda vez la Copa Stadium.
En 1998, tras las elecciones para la nominación de Junta Directiva del CN Metropole, accede a la Presidencia Manuel Herrera Macario, hombre vinculado al Club desde su juventud, y que logra aglutinar un equipo directivo dinámico y extremadamente entregado.
En el ejercicio 2003 se logra la adquisición de los terrenos donde se encuentra asentado el Club a la Autoridad Portuaria. Tras una Asamblea General muy intensa, se autoriza a la Junta Directiva para acometer esta importantísima adquisición, al precio de un millón de euros. Esta inversión supone la completa independencia del Club y la posibilidad de adoptar decisiones estratégicas sobre su futuro a largo plazo.
Manuel Herrera Macario, en su calidad de Presidente de la Entidad, ha sido reelegido en cuatro ocasiones, revalidando su mandato, y su gestión en cuatro sucesivos procesos electorales.
En 2022, el club se declara en concurso de acreedores y elimina su sección deportiva de waterpolo, tras varios años en números rojos.
A fines de 2023, el club supera la fase de convenio del concurso de acreedores en el que estaba inmerso, desapareciendo así la intervención del club por parte de la Administración Concursal.
En 2024, luego de recuperar la sección de waterpolo, el club de waterpolo lograría el ascenso a la Segunda División Nacional de Waterpolo, volviendo así a disputar partidos en categoría nacional.

## Presidentes del Club desde su inauguración hasta el presente

## Junta Directiva
Junta directiva del club:
| Antonio Santana Miranda        | Presidente                   |
| Mª Luisa Martínez Saavedra     | Vice-Presidenta              |
| Manuel López Alvarado          | Tesorero                     |
| Patricia Arnaiz Castro         | Secretaria                   |
| Pedro Romero Rodríguez         | Vice-Secretario              |
| Pedro Lloret Capote            | Contador                     |
| Mª Lourdes Ayuanet Batista     | Bibliotecaria                |
| Sergio Jover Barbero           | Delegado de Cultura y Recreo |
| Jorge del Corral Videau        | Vocal                        |
| Luis Talavera Martín           | Vocal                        |
| Oliver Budhrani Fuentes        | Vocal                        |
| Mª del Carmen Santana Casado   | Vocal                        |
| Miguel Ángel Quevedo Morilla   | Vocal                        |
| Sara Cabrera Ordoñez           | Vocal                        |
| Mª Rosa González Albújar       | Vocal Suplente               |
| Jorge Rivero Martel            | Vocal Suplente               |
| José Miguel Álamo Mendoza      | Vocal Suplente               |
| José María Hernández Bartolomé | Vocal Suplente               |
| Enrique Caballero Madera       | Vocal Suplente               |

## Palmarés
Palmarés del club:
| Título                                | Disciplina                               | Año                                                                           |
| ------------------------------------- | ---------------------------------------- | ----------------------------------------------------------------------------- |
| Medalla de oro                        | Real Federación Española de Natación     | 1958, 1961, 1962, 1963, 1965 y 1967                                           |
| Campeón de España                     | Natación Absoluta                        | 1958, 1959, 1960, 1961, 1962, 1965, 1966, 1972, 1973, 1979, 1980, 1981 y 2002 |
| Campeón de España                     | Natación G-2 (Alevín)                    | 2004, 2005 y 2006                                                             |
| Subcampeón de España                  | Natación G-3 (Equipo femenino)           | 2005                                                                          |
| Subcampeón de España                  | Natación G-5 (Equipo masculino)          | 2005                                                                          |
| Campeón de España                     | Saltos (Absoluto)                        | 1982, 1991, 1992, 1995 y 1999                                                 |
| Campeón de España                     | Saltos (Grupo Edades)                    | 2002, 2003, 2006, 2007 y 2008                                                 |
| Subcampeón de España                  | Saltos                                   | 2005                                                                          |
| Campeón de España                     | Natación Sincronizada (Alevín)           | 2000                                                                          |
| Campeón de España                     | Natación Sincronizada (Absoluto en Dúos) | 2003                                                                          |
| Campeón de España                     | Natación Sincronizada (Alevín en Solo)   | 2004                                                                          |
| Campeón de España (Senior en Equipos) | Natación Sincronizada                    | 2004                                                                          |
| Campeón de España                     | Judo Senior                              | 1977                                                                          |
| Campeón de España                     | Baloncesto Juvenil                       | 1967                                                                          |
| Subcampeón del Mundo                  | Frontenis (Absoluto)                     | 1998                                                                          |
| Subcampeón del Mundo                  | Frontenis (Junior)                       | 1988                                                                          |
| Campeón de Europa                     | Frontenis (Parejas)                      | 2000 y 2001                                                                   |
| Campeón del Mundo                     | Frontenis (Parejas)                      | 2002                                                                          |
| Subcampeón de Europa                  | Frontenis                                | 2002                                                                          |
| Subcampeón del Mundo                  | Frontenis                                | 2002                                                                          |
| Campeón Open Nacional                 | Frontenis                                | 2004                                                                          |
| Subcampeón de España                  | Frontenis                                | 2004                                                                          |
| Subcampeón de España                  | Frontenis                                | 2005                                                                          |

### Distinciones
| Distinción                                                    | Año                                 |
| ------------------------------------------------------------- | ----------------------------------- |
| Copa Stadium                                                  | 1967 y 1993                         |
| Premio Canarias de Deportes                                   | 2006                                |
| Mejor Club de España                                          | 1958, 1961, 1962, 1963, 1965 y 1967 |
| Placa Premio a la mejor Entidad Deportiva Canaria             | 1960 y 1967                         |
| Placa Extraordinaria de la Federación Española de Natación    | 1961                                |
| Premio Nacional de Natación Escolar y Utilitaria              | 1961 y 1965                         |
| Distinción "Roque Nublo” del Excmo. Cabildo de Gran Canaria   | 1987                                |
| Premio Especial de la Asociación de Periodistas de Las Palmas | 2000                                |
| Medalla de Oro de la Ciudad de Las Palmas de Gran Canaria     | 2002                                |
| Placa a la Trayectoria Deportiva                              | 2009                                |
| Placa Olímpica del Comité Olímpico Español                    | 2025                                |

## Servicios e Instalaciones
Instalaciones del club:
- Zona Actividades:
  - Piscina 50 Metros.
  - Piscina 25 Metros.
  - Piscina Infantil.
  - Foso Saltos.
  - Gimnasio Deportistas
  - Sala de artes marciales
  - Gimnasio de socios
  - Cancha de frontón pequeña
  - Pabellón de saltos
  - Cancha de squash
  - Cancha de frontón grande
  - Cancha de tenis
  - Canchas de pádel
  - Cancha Infantil
  - Cancha de baloncesto
- Zona social
  - Cafetería
  - Sala de estudios
  - Terraza de verano
  - Sala de trofeos
  - Sala de juntas
  - Ludoteca
  - Sala de juegos de mesa
  - Sala de actividades dirigidas
  - Salón de eventos
  - Sala polivalente
  - Sala de exposiciones